# فرودگاه سیتکا راکی گوتیز
فرودگاه سیتکا راکی گوتیز (به انگلیسی: Sitka Rocky Gutierrez Airport) یک فرودگاه همگانی بهره‌برداری هوایی با کد یاتا SIT است که یک باند فرود آسفالت دارد و طول باند آن ۱۹۸۱ متر است. این فرودگاه در کشور ایالات متحده آمریکا قرار دارد و در ارتفاع ۶٫۴ متری از سطح دریا واقع شده است.